# Ісламський культурний центр (Суми)
Ісламський культурний центр м. Суми — мечеть, один із ісламських культурних центрів підпорядкованих ВАГО «Альраїд». Розташований за адресою: вулиця Сумсько-Київських Дивізій, 24.

## Історія
Ісламський культурний центр відкрили 7 червня 2016 року. Привітати одновірців приїхали колеги імама нового центру, Рустама Хуснутдінова, з Дніпра, Запоріжжя та Харкова. Не міг не відгукнутися на запрошення й муфтій ДУМУ «Умма» Саїд Ісмагілов, котрий подарував господарям картину з кольорового піску — коранічну суру «Аль-Іхляс».

## Інфраструктура
Молитовна зала (мечеть) на 200 осіб, де щодня правиться п’ятиразова молитва (за розкладом для Сум);
Бібліотека з різноманітними носіями інформації: численна література російською, українською та арабською мовами, аудіо- та відеоматеріали про Іслам і східну культуру);
Недільна школа арабської мови та культури ісламського світу;
Жіночий відділ;
Навчальні класи;
Настільний теніс;
Проведення урочистих і скорботних подій.
Створено умови для проведення нікяху (обряду одруження), джаназа-намазу (поминальної молитви) та обрядження покійного.
Організації та відділи, розташовані в Центрі:
— офіс регіонального представництва ВАГО «Альраід»;
— громадська організація «Ісламський культурний центр».
Розклад регулярних заходів в ІКЦ: